# 酷愛電影的龐波小姐
《酷愛電影的龐波小姐》是杉谷庄吾所創作的日本網路漫畫，2017年7月至8月期間在pixiv Comic上連載。其後2017年8月起由KADOKAWA發行實體書。
改編動畫電影原定於2020年內上映，其後延期至2021年春季上映。由平尾隆之執導。

## 登場人物
配音為劇場版動畫的聲優。
每位角色初登場時皆會標示其最喜愛的三部（真實存在的）電影作品，並設有專欄結合角色性格與其列舉的電影進行解說。

### 彼得森電影公司
喬艾·戴維奇·龐波妮（ジョエル・ダヴィドヴィッチ・ポンポネット）
配音 - 小原好美；陳苡臻（香港）
通稱「龐波（小姐）」。本作主軸的電影製作人，年紀與國中生相仿。能力卓越但平時大多製作B級片。因個人信念與童年經歷而厭惡片長超過兩小時的電影。生日為4月4日。於《MEISTER》中擔任編劇。
喜愛電影：《進擊的鼓手》、《不死殺陣》、《科學怪狗》
吉恩·菲尼（ジーン・フィニ）
配音 - 清水尋也；許賢（香港）
本作《龐波小姐》三部曲的主角。為龐波的助理，為成為導演而進入彼得森電影公司。據龐波說他之所以被錄用，是因為「眼神沒有光」。少年時期曾歷經陰鬱時光，唯有電影支撐其內心。於電影《MEISTER》中被拔擢為導演，並囊括喵卡米電影獎。在《龐波小姐2》中自彼得森獨立。
喜愛電影：《刺激》、《鬥陣俱樂部》、《計程車司機》
喬爾·大衛多維奇·彼得森（ジョエル・ダヴィドヴィッチ・ペーターゼン）
配音 - 小形滿
前任電影製作人，龐波的祖父。曾製作多部賣座作品，退休時將人脈交棒給龐波。總是記錯吉恩的名字。出生於東柏林，年輕時舉家遷往羅馬，並於義大利的電影重鎮奇尼奇塔任職，曾擔任《賓漢》的現場雜務。創立彼得森前曾任喵荷里活電影學校的演員課講師，至今馬丁仍稱其為老師。
喜愛電影：《紙月亮》、《第七封印》、《獵人之夜》

### 演員
娜塔莉·伍多華德（ナタリー・ウッドワード）
配音 - 大谷凜香；鄭家蕙（香港）
立志成為演員，出身自玉米帶鄉下，因多次試鏡失敗而兼職七份工維生。後來被選為《MEISTER》的女主角，並受龐波安排住進米絲緹雅家中作貼身助手。憑《MEISTER》獲得喵卡米最佳新人女演員獎。於《龐波小姐2》中演出《LOVE・Begets・LOVE》，在《the Omnibus》則曾在蛋酒餐館工作。
喜愛電影：《馬賽城故事：馬賽的城堡》、《秘密花園》、《芭比的盛宴》
蜜絲緹雅（ミスティア）
配音 - 加隈亞衣；陳雪瑩（香港）
年輕女演員，夢想是自行製作所出演的電影。與龐波約定25歲時將自彼得森獨立開設新公司。在《龐波小姐2》中為《LOVE・Begets・LOVE》籌措資金，身兼主演與製作人。在《龐波小姐3》中於自創的米絲緹雅喵喵影業製作龐波製片的《百合花文學沙龍》。於《阿嵐君》中以米絲緹雅喵喵影業第一部正式作品製作音樂劇《Follow・My・Heart》的電影版。
劇場版中在《MEISTER》以另一個角色出演。
喜愛電影：《卡蜜兒·克勞岱》、《愛黛兒的故事》、《布朗特姐妹》
馬丁·布萊德克（マーティン・ブラドック）
配音 - 大塚明夫；蘇致豪（香港）
傳奇演員，休業約十年。妻子海蒂痊癒後，應彼得森邀請復出，主演《MEISTER》。
喜愛電影：《慾望街車》、《教父》、《現代啟示錄》
雷昂·保羅威德（レオン・ポールウェイド）
人氣硬派男星，39歲。於《龐波小姐2》主演動作片《馬克斯風暴2》。亦有志成為導演，在《卡娜醬》中與主演作品《普羅斯羅基翁》一同擔任導演。
喜愛電影：《危機倒數》、《亞果出任務》、《革命前夕的摩托車日記》
克莉絲緹雅·洛克威爾（クリスティア・ロックウェル）
《龐波小姐2》中《馬克斯風暴2》的女主角。在《馬祖卡醬》中演出電影《Sterling》。
喜愛電影：《夢幻女郎》、《芝加哥》、《大藝術家》
尤根·邁爾斯傑克（ユーゲン・マイルスジャック）
彼得森附近的餐館「蛋酒」的店長，亦為演員但尚未走紅，故兼任店務。年輕時在柯貝特的建議下逐漸接到演出機會。於《龐波小姐3》中主演大作《Clip》，因此一躍成名，《阿嵐君》中餐館多次歇業。
喜愛電影：《慾望之翼》、《鄉愁》、《奇幻城市》
芙蘭切斯卡·馬策提尼（フランチェスカ・マッツェンティーニ）
配音 - 野水伊織
通稱「芙蘭」。系列第三作《芙蘭醬》的主角，夢想成為演員，於蛋酒餐館打工。於《龐波小姐2》與《芙蘭醬》中主演龐波製片的《行動餐車》，一舉成名。後轉向自行企劃作品，因行程繁忙而鮮少在蛋酒工作。《龐波小姐3》中也以她企劃的《百合花文學沙龍》改編為電影。
：喜愛電影：《麻雀變公主》、《把愛找回來》、《巧克力冒險工廠》
卡娜·史旺森（カーナ・スワンソン）
立志成為演員，為芙蘭在表演教室的後輩，擅長繪畫。第四作《卡娜醬》的主角。
喜愛電影設定上並無固定前三名，而是隨情境變化舉例近期觀影的三部作品。

### 電影相關人士
柯貝特（コルベット）
配音 - 坂巻學
電影導演，龐波的得力助手，擅長拍攝符合龐波口味的B級電影。
喜愛電影為每次不同的日本劇場版動畫。
韋茲·G·麥克提安南（ウェズ・G・マクティアナン）
電影製片人，《馬克斯風暴2》的製片人。數十年前曾在彼得森電影公司擔任助理導演及會計。
喜愛電影：《大亨小傳》、《辛辛那提交鋒戰》、《禿鷹三日》
卡蘿·朗施塔特（キャロル・ロンシュタット）
蛋酒餐館的常客，從事電影配樂創作，是麗貝卡的姊姊。
喜愛電影：《絲絨金礦》、《醉鄉民謠》、《極速少年》
馬林·尤契諾夫（マーリン・ユーチノフ）
蛋酒餐館的常客，編劇，亦為電影學校的劇本講師。怕冷又怕燙。
喜愛電影：《大鼻子情聖》、《夢斷影都》、《福爾薩甘》
海蒂·基斯勒（ヘディ・キースラー）
黑人女性。數十年前曾於彼得森電影公司擔任場記，後來在馬丁主演的《金探員》系列中擔任導演。35年前與馬丁結婚，10年前罹患罕病。
喜愛電影：《公寓春光》、《第凡內早餐》、《七年之癢》
威廉·豪勒（ウィリアム・ハウラー）
義大利電影之都奇尼奇塔的傳奇導演，不會說英語。曾帶著擔任翻譯兼助理的年輕彼得森移地至喵荷里活發展。
喜愛電影：《死刑台與電梯》、《羅生門》、《舞台春秋》
羅修·巴爾達薩雷（ロッシオ・バルダッサーレ）
數十年前捧紅馬丁的天才導演，執導其三部電影後轉行為攝影藝術家。
喜愛電影：《鐵道員》、《豹》、《魂斷威尼斯》
迪朗·克萊斯勒（デュラント・クライスラー）
科學考證專家、科幻迷。於《卡娜醬》中提出企劃並初次編劇科幻片《普羅斯羅基翁》。在《馬祖卡醬》中聽取馬林的編劇課。
表面喜愛電影：《超世紀諜殺案》、《華氏451》、《寂靜奔馳》，但真正最愛的是《銀翼殺手》
達奇·博伊爾（ダッジ・ボイル）
道具藝術家。
喜愛電影：《迷霧追魂手（第一集）》、《六十秒奪車記》、《亡命駕駛》
克蕾特（コレット）
造型設計師。

### 喵荷里活中學
馬祖卡·庫西雅諾夫斯卡（マズルカ・クシジャノフスカ）
在《the Omnibus》中為羅莎琳德拍攝試鏡影片。在《龐波小姐3》中展現天才攝影師才能，被龐波賞識，憑《百合花文學沙龍》榮獲喵卡米攝影獎。立志成為攝影師兼導演，以吉恩為師。在第七作《馬祖卡醬》中策劃由比比主演的電影《Sterling》，不僅擔任攝影，也負責編劇。
喜愛電影：《天堂陌影》、《戀愛夢遊中》、《愛情，不用翻譯》
羅莎琳德·索茲貝莉（ロザリンド・ソールズベリー）
志願成為演員。
喜愛電影：《天外奇蹟》、《腦筋急轉彎》、《料理鼠王》
莉賽兒·帕克（リーセル・パーカー）
羅莎琳德的朋友，因陪同而開始就讀戲劇學校。
喜愛電影：《豪情好傢伙》、《米爾卡》、《赤手登峰》
麗貝卡·朗施塔特（レベッカ・ロンシュタット）
卡蘿的妹妹，開始向姊姊學習作曲。
喜愛電影：《特攻聯盟》、《金牌特務》、《星際異攻隊》

### 其他
薇薇安·克隆塔拉（ビビアン・クロンターラ）
志願成為音樂人，暱稱比比。在《馬祖卡醬》中被馬祖卡賞識，為出演音樂電影《Sterling》進行訓練，並成為蛋酒的第三代住店員工，繼承芙蘭與娜塔莉。
喜愛電影：《波希米亞狂想曲》、《重金屬之旅》、《門》
阿嵐·賈德納（アラン・ガードナー）
配音 - 木島隆一
電影原創角色，任職於大銀行「喵荷里活銀行」的菁英職員。高中時與吉恩是同班同學，在洽談業務時巧遇正在拍片的吉恩，萌生辭職念頭之際得知吉恩製片陷入危機，遂展開行動。
漫畫版中未參與《MEISTER》，而是在第八作《喵荷里活！2 電影大好き阿嵐君》中負責為米絲緹雅喵喵影業的電影《Follow・My・Heart》籌措資金。
喜愛電影：《社群網戰》、《賈伯斯》、《速食遊戲》
布雷德·福特（ブレッド・フォード）
雷昂在海軍陸戰隊時的好友，也是電影迷。在雷昂重傷退伍後，二人交換夢想，使雷昂立志成為導演。
喜愛電影：《沒有人知道的我》、《再見海軍陸戰隊》、《擊射》
瑪莎（マーサ）
彼得森的妻子。
馬祖卡的媽媽（マズルカのママ）
投資公司的社長，計劃讓女兒取得企業管理碩士後繼承公司。

## 出版書籍
| 卷數 | KADOKAWA      | KADOKAWA               | 台灣角川      | 台灣角川               |
| 卷數 | 發售日期      | ISBN                   | 發售日期      | ISBN                   |
| ---- | ------------- | ---------------------- | ------------- | ---------------------- |
| 1    | 2017年8月26日 | ISBN 978-4-04-069453-5 | 2020年9月14日 | ISBN 978-957-743-991-8 |
| 2    | 2018年9月27日 | ISBN 978-4-04-065150-7 | 2020年9月14日 | ISBN 978-957-743-992-5 |
| 3    | 2021年5月27日 | ISBN 978-4-04-064636-7 |               |                        |

## 劇場動畫

### 製作人員
- 原作：
- 導演、編劇：平尾隆之
- 角色設計：足立慎吾
- 演出：居村健治
- 導演助手：三宅寬治
- 作畫監督：加藤泰久、友岡新平、大杉尚廣
- 美術監督：宮本實生
- 色彩設計：千葉繪美
- 攝影監督：星名工、魚山真志
- CG監督：高橋將人
- 編輯：今井剛
- 音樂：松隈健太
- 制作製作人：松尾亮一郎
- 制作：CLAP
- 配給：角川ANIMATION

### 主題曲
片頭曲「Dance On Fire」
主唱：新妻聖子
插曲
主唱：EMA
插曲
主唱：花譜
主題曲
主唱：CIEL

## 外部連結
- 漫畫連載網站 - pixiv Comic（日語）
- 動畫電影官方網站（日語）